# Pseudanapis plumbea
Pseudanapis plumbea är en spindelart som beskrevs av Forster 1974. Pseudanapis plumbea ingår i släktet Pseudanapis och familjen Anapidae.
Artens utbredningsområde är Kongo. Inga underarter finns listade i Catalogue of Life.